# Gomesa albinoi
Gomesa albinoi är en orkidéart som först beskrevs av Rudolf Schlechter, och fick sitt nu gällande namn av Mark W. Chase och Norris Hagan Williams. Gomesa albinoi ingår i släktet Gomesa och familjen orkidéer. Inga underarter finns listade i Catalogue of Life.